# Chalazonotum ishiharai
Espèce
Chalazonotum ishiharai est une espèce d'insectes hétéroptères, des punaises de la famille des Pentatomidae.

## Distribution
Cette espèce est connue du Japon, de Corée du Nord et de Corée du Sud,.

## Systématique
Chalazonotum ishiharai a été décrit pour la première fois par l'entomologiste finnois Rauno Linnavuori en 1961, sous le protonyme de Brachynema ishiharai à partir d'un spécimen collecté au Japon près de Tokyo. En 1992, Ribes et Schmitz, place cette espèce dans un nouveau genre monotypique Chalazonotum.